# Закревська Ганна Іванівна

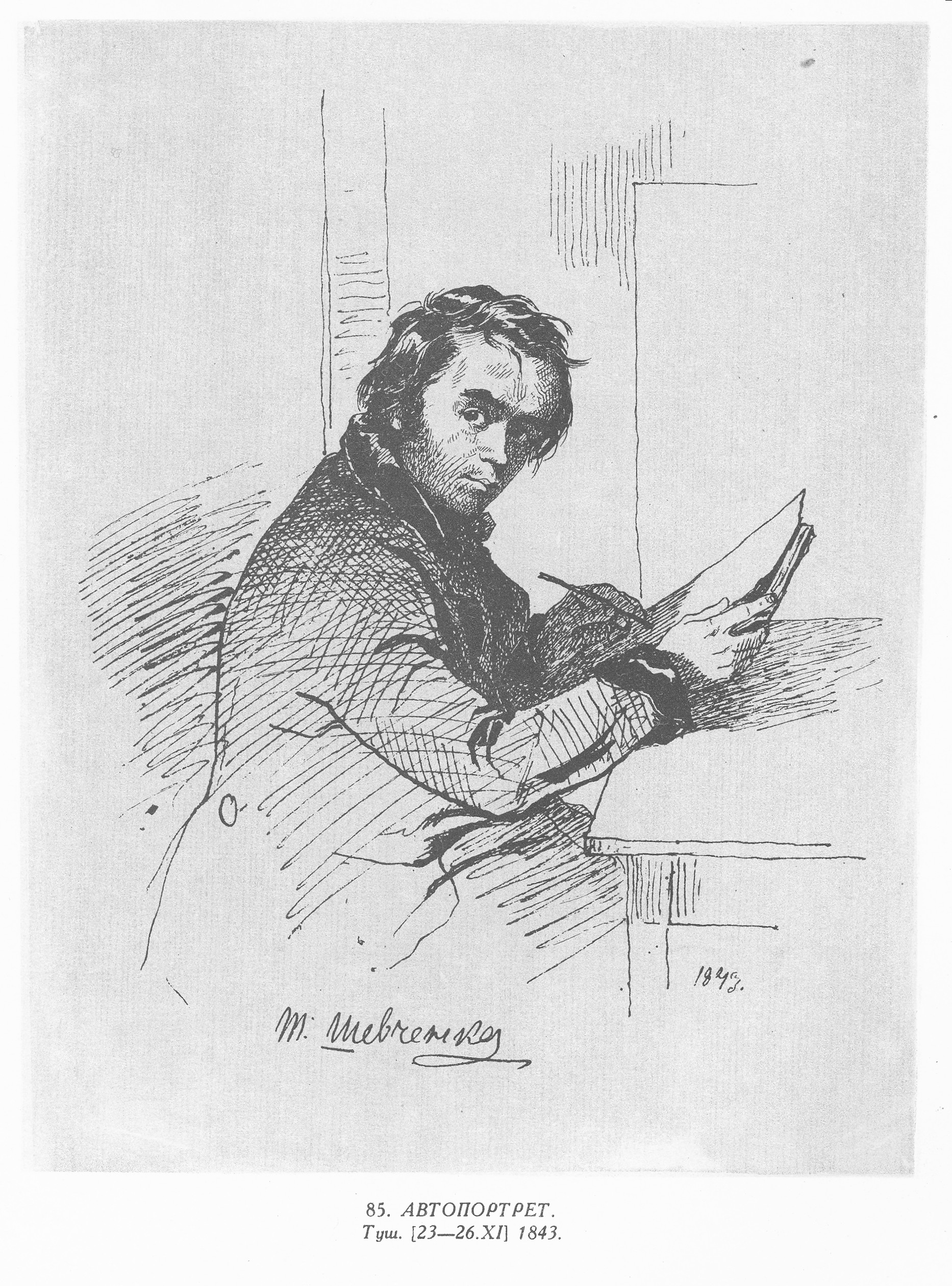
Автопортрет (1843). У період спілкування з Ганною Закревською

Ганна Іванівна Закревська, до шлюбу Заславська (1822 — 1857) — дружина українського поміщика, близька знайома Тараса Шевченка. 

## Біографія
Походила зі старовинного козацького роду.
У 17-річному віці одружилася з полковником у відставці, поміщиком, співвласником помістя в селі Березова Рудка на Полтавщині — Платоном Олексійовичем Закревським.
Мала двох дітей — Гната (1839—1906) та Ольгу (1841—1889). Бабуся Марії Бенкендорф-Будберг (1892—1974). Померла у 35 років.

### Взаємини з Шевченком
Ганна Закревська познайомилася з Тарасом Шевченком 29-30 червня 1843 року на балу Т. Г. Волховської в селі Мойсівка. Шевченко був захоплений красою Закревської.
Згодом вона та Шевченко зустрілися в родинному маєтку Закревських Березова Рудка.
У селі Березова Рудка жила велика родина Закревських.
Головним господарем маєтку був Закревський Платон Олексійович (1801–1882), полковник у відставці, багатий поміщик, власник цукрового заводу, відомий жорстоким поводженням із кріпаками.
Шевченко написав портрети Ганни та Платона Закревських, присвятив Ганні Закревській поему «Сліпий» («Невольник»), а, перебуваючи на засланні, присвятив їй вірш «Г. З.» («Немає гірше, як в неволі...»), також з ім'ям Закревської пов'язана поезія «Якби зострілися ми знову» (А я зрадів би, моє диво! Моя ти доле чорнобрива!).